# The MGM Channel
MGM Channel je filmski kanal u vlasništvu MGM Networksa. Prikazuje filmove i serije iz arhiva filmskog studija MGM.
U Hrvatskoj je dostupan putem Total TV-a (East Europe verzija) te ostalih operatera, i podnaslovljen je na hrvatski jezik.

## Vanjske poveznice
- Službena web-stranica MGM Channela  Arhivirana inačica izvorne stranice od 20. prosinca 2010. (Wayback Machine)
- Službena web-stranica MGM studija